# Campeonato Sergipano de Futebol de 1949
O Campeonato Sergipano de Futebol de 1949 foi a 26º edição da divisão principal do campeonato estadual de Sergipe. O campeão foi o Palestra que conquistou seu 3º título na história da competição.

## Premiação
| Campeonato Sergipano de 1949 |
| Aracaju                      |
| ---------------------------- |
| Palestra Campeão (3º título) |